# 1111年
| 千纪： | 2千纪 |
| 世纪： | 11世纪 \| 12世纪 \| 13世纪                                                                                 |
| 年代： | 1080年代 \| 1090年代 \| 1100年代 \| 1110年代 \| 1120年代 \| 1130年代 \| 1140年代                           |
| 年份： | 1106年 \| 1107年 \| 1108年 \| 1109年 \| 1110年 \| 1111年 \| 1112年 \| 1113年 \| 1114年 \| 1115年 \| 1116年 |
| 纪年： | 辛卯年（兔年）；辽天庆元年；北宋政和元年；西夏貞觀十一年；大理文治二年；越南會祥大慶二年；日本天永二年     |

## 大事记
- 神圣罗马帝国
  - 亨利五世加冕为皇帝。

- 其他
  - 宋朝东林书院创建。
  - 太湖結冰，冰層厚到可通行車馬，此為首次見於中國史載之太湖結冰事件。

## 逝世
- 吕惠卿，北宋大臣（出生于1032年，79岁）
- 尹瓘，朝鮮高麗王朝時期名將，官至守太保門下侍中兼判兵部事上柱國監修國史。
- 3月3日——博希蒙德一世，第一次十字军东征的主要将领（约出生于1058年，53岁）
- 12月7日——大江匡房，日本诗人、作家和政治家（出生于1041年，70岁）